# Thrill
Thrill是天映娛樂经营的一條亞洲收費電視頻道，全日24小時播放亞洲及荷里活恐怖、靈異、懸疑猛片及電視劇。

## 外部連結
- Thrill官方網站（页面存档备份，存于）（英文）